# Kambélédaga
Kambélédaga est une localité du département de Iolonioro, dans la province du Bougouriba (région du Sud-Ouest) au Burkina Faso. En 2006, cette localité comptait 529 habitants dont 49.2% de femmes.